# Carentan-les-Marais
Carentan-les-Marais [kaʁɑ̃tɑ̃ le maʁɛ] (bis Dezember 2018 Carentan les Marais) ist eine französische Gemeinde mit 10.220 Einwohnern (Stand: 1. Januar 2022) im Département Manche in der Region Normandie. Sie gehört zu den Kantonen Carentan-les-Marais und Pont-Hébert und zum Arrondissement Saint-Lô.
Sie entstand als Commune nouvelle mit Wirkung vom 1. Januar 2016 durch die Zusammenlegung der bisherigen Gemeinden Angoville-au-Plain, Carentan, Houesville und Saint-Côme-du-Mont. Mit Wirkung vom 1. Januar 2017 wurden Brévands, Saint-Pellerin und Les Veys eingemeindet.
Zum 1. Januar 2019 wurden weitere Kommunen nach Carentan-les-Marais eingemeindet. Es handelte sich um Brucheville, Catz, Montmartin-en-Graignes, Saint-Hilaire-Petitville und Vierville.

## Gliederung
| Ortsteil                             | ehemaliger INSEE-Code | Fläche (km²) | Einwohnerzahl zum 1. Januar 2022 |
| ------------------------------------ | --------------------- | ------------ | -------------------------------- |
| Carentan (Verwaltungssitz)           | 50099                 | 15,66        | 6.024                            |
| Angoville-au-Plain (seit 2016)       | 50010                 | 05,68        | .0110                            |
| Brévands (seit 2017)                 | 50080                 | 13,87        | .0305                            |
| Brucheville (seit 2019)              | 50089                 | 13,33        | .0130                            |
| Catz (seit 2019)                     | 50107                 | 02,78        | .0106                            |
| Houesville (seit 2016)               | 50249                 | 05,38        | .0246                            |
| Montmartin-en-Graignes (seit 2019)   | 50348                 | 30,34        | .0246                            |
| Saint-Côme-du-Mont (seit 2016)       | 50458                 | 12,91        | .0460                            |
| Saint-Hilaire-Petitville (seit 2019) | 50485                 | 09,99        | 1.372                            |
| Saint-Pellerin (seit 2017)           | 50534                 | 04,37        | .0350                            |
| Les Veys (seit 2017)                 | 50631                 | 14,88        | .0479                            |
| Vierville (seit 2019)                | 50636                 | 04,10        | .0031                            |

## Geografie, Infrastruktur
Nachbargemeinden sind Liesville-sur-Douve im Nordwesten, Blosville und Hiesville im Norden, Osmanville im Osten und Nordosten, Isigny-sur-Mer im Osten, Saint-Fromond und Saint-Jean-de-Daye im Südosten, Graignes-Mesnil-Angot und Saint-André-de-Bohon im Süden sowie Terre-et-Marais und Méautis im Südwesten.

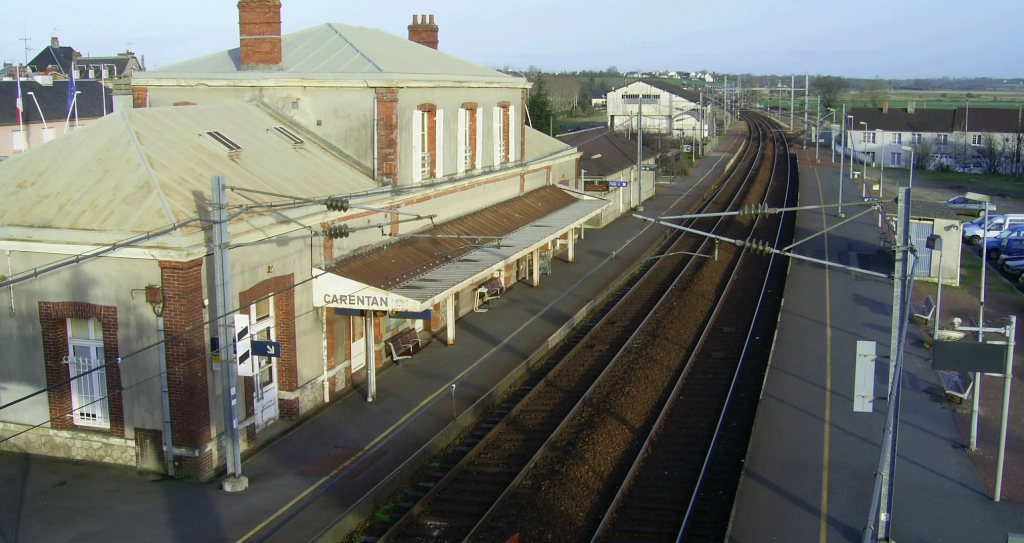
Bahnhof Carentan

Im Ortsteil Carentan befindet sich der gleichnamige Bahnhof an der Bahnstrecke Paris–Cherbourg. Früher zweigte dort eine Strecke nach Carteret ab.
Carentan-les-Marais ist ans Netz der Nationalstraßen (Route nationale 13 und Route nationale 174) angeschlossen.